# Let Your Love Flow
Let Your Love Flow är en sång skriven 1975 av Larry E. Williams, tidigare turnémedarbetare för Neil Diamond, och låten gjordes känd av countryduon Bellamy Brothers. Den erbjöds först till Neil Diamond, men han tackade nej. 
Låten blev en crossover-hit i USA och toppade 1976 Billboard Hot 100 charts. Den låg som bäst tvåa på Hot Adult Contemporary Tracks och på 21:a plats på Hot Country Singles. Den blev också en internationell hitlåt och låg på listorna i bland annat Storbritannien, Skandinavien och Västtyskland, där låten tillbringade fem veckor på första platsen. Den följdes av "Ein Bett im Kornfeld", en tyskspråkig version av låten som spelades in av Jürgen Drews och som låg i sex veckor på förstaplatsen på den tyska hitlistan. 2008 används låten i en reklam för Barclaycard i Storbritannien och återinträdde på brittiska singellistan med topplaceringen #21.
Finns på svenska som "Låt din kärlek flöda som en ström" med Säwes på Säwes dansa på 3

## Listplaceringar
| Lista (1976)                                  | Topplacering |
| --------------------------------------------- | ------------ |
| Kanada (RPM Top Singles)                      | 3            |
| Kanada (RPM Adult Contemporary)               | 1            |
| Kanada (RPM Country Tracks)                   | 42           |
| Nederländerna                                 | 6            |
| Norge                                         | 2            |
| Nya Zeeland                                   | 2            |
| Schweiz                                       | 1            |
| Storbritannien                                | 7            |
| Sverige                                       | 2            |
| USA (Billboard Hot 100)                       | 1            |
| USA (Billboard Hot Adult Contemporary Tracks) | 2            |
| USA (Billboard Hot Country Singles)           | 21           |
| Västtyskland                                  | 1            |
| Österrike                                     | 1            |
| Lista (2008)                                  | Topplacering |
| Storbritannien                                | 21           |

### Fotnoter
1. ↑  ”Bellamy Brothers”. Arkiverad från originalet den 23 juni 2011. https://web.archive.org/web/20110623021419/http://bellamybrothers.com/loveflowvid.html. Läst 24 april 2011.
2. ↑  Erlewhine, Stephen Thomas. ”The Bellamy Brothers biography”. Allmusic. https://www.allmusic.com/artist/the-bellamy-brothers-mn0000037026/biography. Läst 12 september 2008.
3. ↑  Hit Bilanz Deutsche Chart Singles 1956-1980, p. 347.  Taurus Press, Hamburg.  ISBN 3922542247
4. ↑  ”Listplacering”. http://dutchcharts.nl/showitem.asp?interpret=Bellamy+Brothers&titel=Let+Your+Love+Flow&cat=s. Läst 24 april 2011.
5. ↑  ”Listplacering”. http://norwegiancharts.com/showitem.asp?interpret=Bellamy+Brothers&titel=Let+Your+Love+Flow&cat=s. Läst 24 april 2011.
6. ↑  ”Listplacering”. https://charts.nz/showitem.asp?interpret=Bellamy+Brothers&titel=Let+Your+Love+Flow&cat=s. Läst 24 april 2011.
7. ↑  ”Listplacering”. http://hitparade.ch/showitem.asp?interpret=Bellamy+Brothers&titel=Let+Your+Love+Flow&cat=s. Läst 24 april 2011.
8. ↑  ”Listplacering”. http://swedishcharts.com/showitem.asp?interpret=Bellamy+Brothers&titel=Let+Your+Love+Flow&cat=s. Läst 24 april 2011.
9. ↑  ”Listplacering”. http://austriancharts.at/showitem.asp?interpret=Bellamy+Brothers&titel=Let+Your+Love+Flow&cat=s. Läst 24 april 2011.